# 特雷利耶尔
特雷利耶尔（法語：Treillières，法語發音：[tʁɛljɛʁ]）是法国大西洋卢瓦尔省的一个市镇，位于该省中部，属于南特区，其市镇面积为29.05平方公里，2022年1月1日时人口数量为10,414人。
尽管特雷利耶尔和南特接壤，但并不属于南特都会区。特雷利耶尔是埃德尔和热夫尔市镇公共社区的一部分。

## 行政
特雷利耶尔的邮政编码为44119，INSEE市镇编码为44209。

## 地理

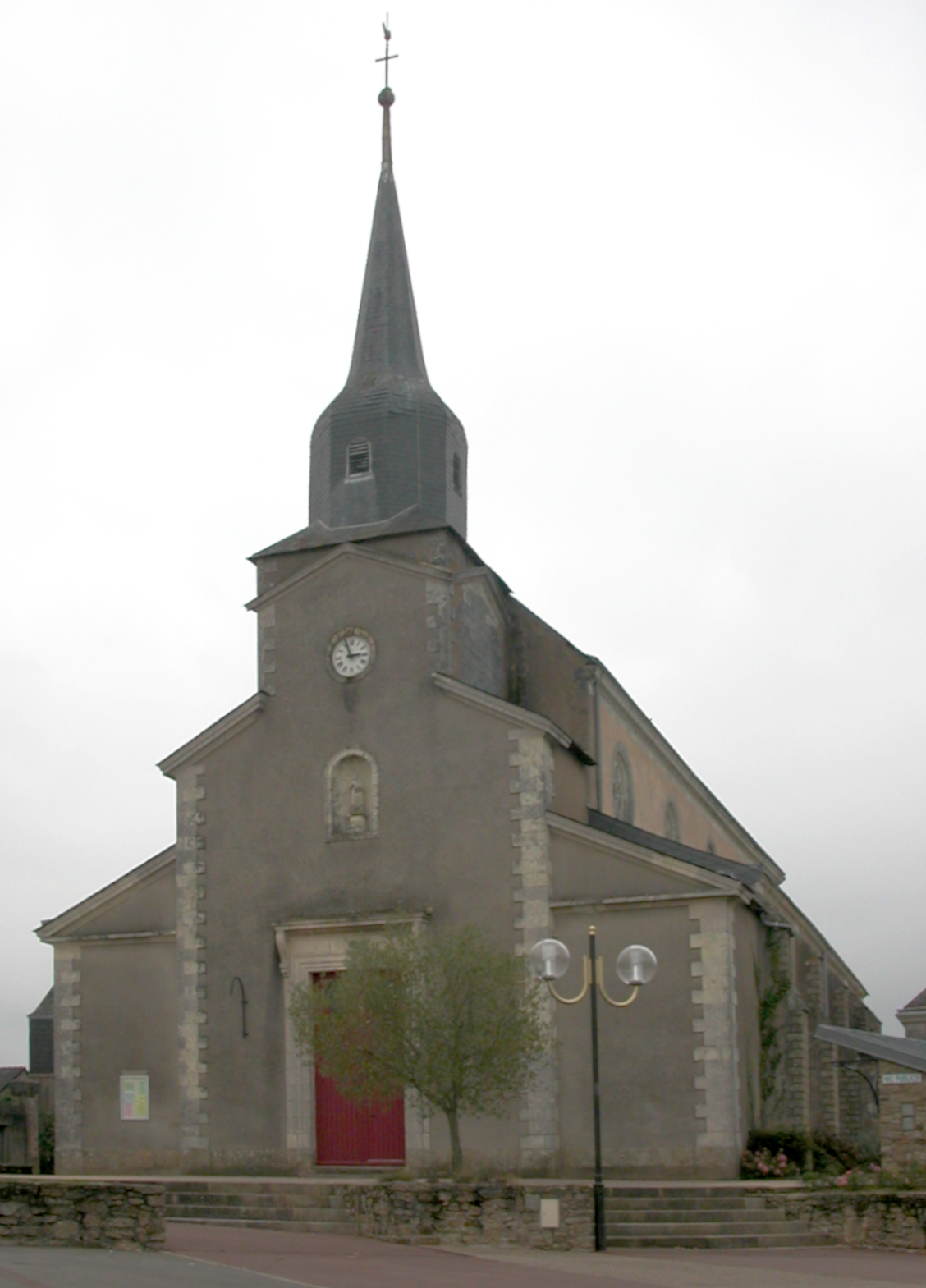
特雷利耶尔教堂

特雷利耶尔（47°19'51"N, 1°37'36"W）位于法国西北部，卢瓦尔河地区大区西部和大西洋卢瓦尔省中部，距离南特市中心大约7公里。
与特雷利耶尔接壤的市镇包括：奧爾沃、埃德尔河畔拉沙佩勒、格朗尚德方丹、南特、布列塔尼地区维尼厄。
热夫尔河自西向东穿过特雷利耶尔。境内地势平坦，海拔在9至74米之间。
按照柯本气候分类法，特雷利耶尔属于较为典型的温带海洋性气候，全年温差较小，降水分布均匀。

## 历史
特雷利耶尔历史上长期为一个村落，中世纪中后期设立为天主教南特教区下的一个堂区，法国大革命后设立为一个市镇，二战后逐渐发展成为南特北部的一个卫星城，20世纪末人口快速增加。

## 交通
法国国道N137线经过境内并设有一处休息区，省道D26线、D49线和D537线在特雷利耶尔境内交汇。

## 人口
| 年份   | 1936  | 1946  | 1954  | 1962  | 1968  | 1975  | 1982  | 1990  | 1999  | 2006  | 2007  | 2008  | 2013  | 2017  |
| ------ | ----- | ----- | ----- | ----- | ----- | ----- | ----- | ----- | ----- | ----- | ----- | ----- | ----- | ----- |
| 人口數 | 1,470 | 1,488 | 1,605 | 1,648 | 1,717 | 2,396 | 3,569 | 4,511 | 6,030 | 7,258 | 7,432 | 7,606 | 8,226 | 9,219 |